# Циммерман, Франк Петер
Франк Петер Циммерман (нем. Frank Peter Zimmermann; род. 27 февраля 1965 года, Дуйсбург) — немецкий скрипач.

## Биография
Начал играть на скрипке в пятилетнем возрасте, в 10 лет дал первый публичный концерт. Окончил Высшую школу Фолькванг в Эссене у Валерия Градова, занимался также у Сашко Гаврилова и Германа Кребберса. В 1981 году дебютировал с Берлинским филармоническим оркестром.

## Репертуар
В его репертуаре — классическая, романтическая, современная музыка: Бах, Моцарт, Брамс, Бузони, Сибелиус, Чайковский, Мартину, Прокофьев, Денисов, Пинчер, Бретт Дин и др.

## Творческие контакты
Играл с крупнейшими оркестрами мира под руководством известнейших дирижёров. Выступал в ансамбле с Г. Шиффом, Э. Аксом, К. Закариасом, Т. Циммерман. Постоянными партнёрами Циммермана были пианисты Александр Лонквих (этот дуэт был удостоен в 1992 году Премии Аббьяти) и Энрико Паче. Франку Петеру Циммерману посвящён концерт Бретта Дина «Забытое искусство писать письма», премьеру которого он исполнил.

## Признание
Премия Академии Киджи (Сиена, 1990), премия Дуйсбурга (2002) и другие награды.